# Philipp Eder
Philipp Eder (* 12. Mai 1968 in Eisenstadt) ist ein Brigadier des österreichischen Bundesheeres und seit 1. September 2023 Militärkommandant von Kärnten.

## Militärische Laufbahn

### Ausbildung und erste Verwendungen
Philipp Eder trat 1987 in das Bundesheer ein und absolvierte die Theresianische Militärakademie von 1988 bis 1991.
Anschließend wurde er als Leutnant im Panzergrenadierbataillon 9 eingesetzt, später erfolgte eine Verwendung an der Theresianischen Militärakademie.

### Dienst als Stabsoffizier
Von 1997 bis 2000 absolvierte er den 15. Generalstabslehrgang an der Landesverteidigungsakademie.
Von April 2002 bis Juli 2002 führte Eder im Rang eines Oberstleutnant dG das erste ISAF Kontingent des Bundesheeres.
Es folgte eine Verwendung als Kommandant des Panzergrenadierbataillon 35, anschließend wurde er Institutsleiter an der Landesverteidigungsakademie. Seit 2014 war Brigadier Eder Leiter der Abteilung Militärstrategie im Bundesministerium für Landesverteidigung.

### Dienst im Generalsrang
Zum 1. September 2023 übernahm Philipp Eder das Amt des Militärkommandanten von Kärnten von seinem Vorgänger Walter Gitschthaler.

### Auslandseinsätze
- 2002 als Kontingentskommandant in Afghanistan[4]

## Auszeichnungen und Ehrenzeichen (Auszug)
- Im Jahr 2022 erhielt er – gemeinsam mit Generalmajor Bruno Hofbauer, Oberst Bernhard Gruber, Oberst Markus Reisner und Oberst Berthold Sandtner –  den Special Award „Militär des Jahres“ für die Informationsarbeit zum Krieg in der Ukraine.[5]